# Corcovado

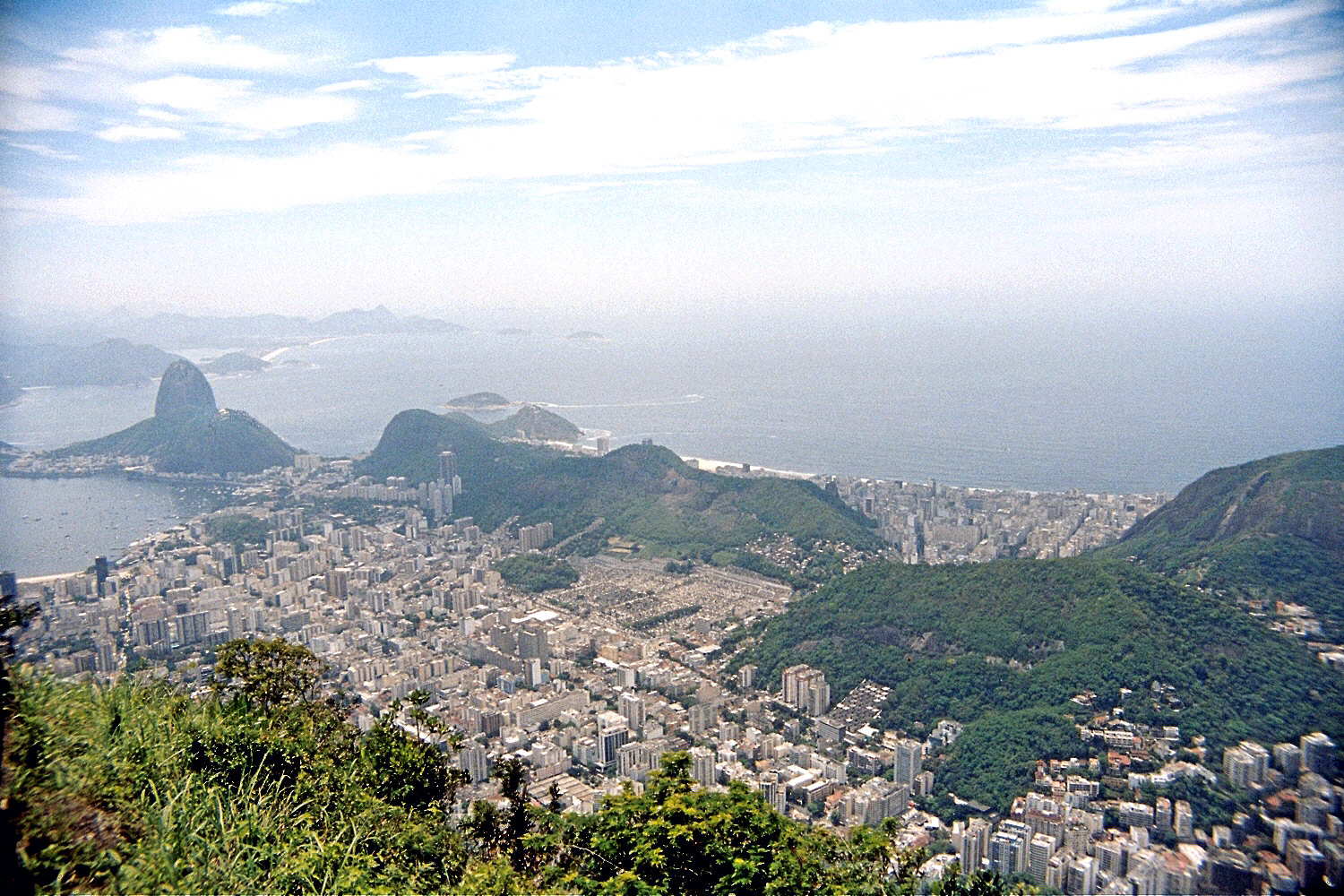
Widok na Rio de Janeiro ze szczytu góry Corcovado

Corcovado (z port. garbus) – granitowa góra o wysokości 710 m w południowo-zachodniej części Rio de Janeiro w Brazylii. Na jej szczycie znajduje się 38-metrowy pomnik Chrystusa Odkupiciela, który został wybrany jednym z nowych siedmiu cudów świata.
Górę nazywano początkowo Pico de Tentação (Góra Kuszenia).

## Dostęp
Na górę Corcovado prowadzi kilka ścieżek i dróg przeznaczonych dla pieszych. W 2003 r. zainstalowano windę oraz schody ruchome prowadzące na szczyt góry, by ułatwić dostęp turystom, zwłaszcza tym zwiedzającym pomnik Chrystusa Odkupiciela.

## Atrakcje turystyczne
Największą atrakcją turystyczną góry Corcovado jest postawiony na jej szczycie pomnik Chrystusa Odkupiciela, który przyciąga rocznie 300 000 odwiedzających. U stóp posągu rozciąga się panoramiczny widok na Rio de Janeiro, w tym na zatokę Lagoa Rodrigo de Freitas, plaże Copacabana i Ipanema oraz na rozległe dzielnice nędzy w mieście, tzw. favelas.